# Antropologie
Antropologie (Grieks: ανθρωπολογία; menskunde of mensleer) is een wetenschap die de mens in al zijn aspecten, zowel fysiek als cultureel, bestudeert. Antropologie wordt tot de gedragswetenschappen, en daarmee tot de sociale wetenschappen gerekend. Doordat de antropologie zo'n breed onderzoeksveld bestrijkt, werd vanaf midden 20e eeuw een opdeling gemaakt in meerdere specialistische deelgebieden.

## Deelgebieden
Antropologie wordt door de American Anthropological Association (AAA) in vier gebieden onderverdeeld. In Noord-Amerika worden antropologiestudenten in al deze velden onderwezen, terwijl in Europa voor ieder deelgebied een aparte opleiding bestaat. De deelgebieden zijn:
- biologische antropologie, ook fysische antropologie of antropobiologie, die zich bezighoudt met onderzoek naar de mens als biologisch organisme, het gedrag van primaten, de menselijke evolutie (paleoantropologie), de paleopathologie en de bevolkingsgenetica
- linguïstische antropologie, die de variatie in taal door tijd en ruimte bestudeert, plus het sociaal gebruik van taal en de samenhang tussen taal en cultuur
- antropologische archeologie, die de materiële overblijfselen van menselijke samenlevingen bestudeert, vooral in de Verenigde Staten
- sociale of culturele antropologie, vroeger 'volkenkunde' of 'etnologie', die sociaal gedrag, de economische structuur en de ideologie (inclusief religie) van volken en bevolkingsgroepen bestudeert. In de Verenigde Staten is de term cultural anthropology in zwang, in Groot-Brittannië de term social anthropology. In Vlaanderen is de term sociale en culturele antropologie gebruikelijk.

Verder worden nog de volgende deelgebieden onderscheiden:
- economische antropologie, maakt met etnografische methoden studie van economische instituties en gedrag
- generationele antropologie, onderzoeken, sessies en trajecten, waarin kennis uit de sociale en culturele antropologie wordt gecombineerd met generatie-expertise en transitiedenken
- criminologische antropologie, bestudeert het verband tussen een misdaad en de persoonlijkheid of uiterlijke kenmerken van de pleger (zie ook fysionomie)
- maritieme antropologie
- medische antropologie, die ziekten en geneeswijzen in verschillende culturen bestudeert
- politieke antropologie, bestudeert de politieke structuren van verschillende culturen
- religieuze antropologie, onderzoekt de verhouding tussen de mens en "het hogere": een vergelijkende studie van de religieuze beleving bij verschillende volkeren. Er is overlap met de godsdienstpsychologie
- visuele antropologie, de studie en de productie van etnografische fotografie, film en nieuwe media
- wetenschapsantropologie, staat naast de wetenschapssociologie
- wijsgerige antropologie, die expliciteert wat impliciet in het menselijk handelen besloten ligt
- organisatieantropologie, waarin met een antropologische bril een organisatie wordt benaderd, ook wel 'organisatie-etnografie'

## Opleiding
Een opleiding tot bachelor en master in de antropologie is een universitaire studie. Soms vindt men in de afstudeerrichtingen onderverdelingen terug zoals hierboven aangehaald. Soms is antropologie een afstudeerrichting binnen de hoofdstudie sociologie, of kan het als keuzevak gevolgd worden. Het kan ook gevolgd worden als een master-na-master, als men reeds over een basisdiploma (bijvoorbeeld psychologie, geografie, economie of sociologie) beschikt. De masteropleiding in de antropologie wordt onder meer aangeboden aan de Universiteit van Amsterdam (UvA), de Vrije Universiteit Amsterdam (VU), de Universiteit Leiden, de Radboud Universiteit Nijmegen, de Universiteit Utrecht en de Katholieke Universiteit Leuven.